# Ketangkuhan
Ketangkuhan is een bestuurslaag in het regentschap Aceh Singkil van de provincie Atjeh, Indonesië. Ketangkuhan telt 283 inwoners (volkstelling 2010).